# Дяченко Тетяна Іванівна
Таня Дяченко (повне ім'я Тетяна Іванівна Дяченко; нар. 15 червня 1969) — українська співачка.

## Біографія
Таня Дяченко народилася 15 червня 1969 року в селі Варва Чернігівської області. Закінчила Київське естрадно-циркове училище за спеціальністю «солістка-вокалістка». Працювала в Гомельській філармонії, а згодом солісткою театру Миколи Мозгового. Закінчила Національну академію керівних кадрів культури і мистецтв за фахом режисер масових заходів і свят.
1993 рік. Лауреат III премії міжнародного конкурсу молодих виконавців Української естрадної песні ім. Володимира Івасюка в Чернівцях.
2009 рік. Перший альбом вийшов на початку року «На небесах любви» на музику Руслана Квінти та вірші Олексія Вратарьова та Віталія Куровського. Згодом того ж року Таня Дяченко випускає другий альбом «Верная», повністю написаний Олександром Яременком. Бере участь у другому пісенному фестивалі «Душевная волна» в Одесі і отримує гран-прі та приз глядацьких симпатій.
2010 рік. Лауреат Премії «Маэстро Шансона».
26 травня 2012 року нагороджена Орденом Святого Святослава V ступеня за активну громадянську позицію та благодійність.
Постійний гість фестивалю «Юрмала Шансон» .

## Громадянська позиція
Активно бере участь у концертах на підтримку Збройних сил України під час Російського вторгнення в Україну. Була нагороджена начальником Національної Академії Сухопутних військ України нагородою «За сприяння».

## Дискографія
- 2009 рік — два студійних альбоми «На небесах любви» та «Верная».
- 2021 рік — студійний альбом «Улыбнись».